# 크랭크축

크랭크축 (붉은색), 그 실린더 (파란색)내의 피스톤 (회색) 및 플라이휠 (검정색)

크랭크축(crank軸)은 크랭크와 연결되어 왕복 운동과 회전 운동간의 변환을 수행하는 기계 요소이다.
내연 기관에서 크랭크축은 실린더 블록의 아래쪽 반원 부분에 메인 저널 베어링의 상반부가 설치되고, 하반기는 엔진 블록에 볼트로 설치되는 베어링 캡으로 지지된다. 크랭크축은 

## 구조
회전 중심을 형성하는 축 부분을 메인 저널, 커넥팅 로드 대단부와 결합되는 부분을 크랭크 핀, 메인 저널과 크랭크 핀을 연결하는 부분을 크랭크 암 그리고 회전 평형을 유지하기 위해 크랭크 앞에 둔 균형추 등의 주요부로 구성되어 있다. 앞 끝에는 캠축 구동용의 타이밍 기어 또는 타이밍 체인(벨트) 구동용 스프로킷과 물 펌프 및 발전기 구동을 위한 크랭크축 풀리가 설치되며, 뒤쪽에는 플라이 훨의 설치를 위한 플랜지와 클러치 축 지지용 파일럿 베어링을 끼우는 구멍이다. 내부에는 커넥팅 로드 베어링으로 오일 공급을 하기 위한 구멍 및 오일 통로가 있으며, 크랭크 케이스의 오일이 누출되는 것을 방지하기 위해 오일 실을 두고 있다.

## 재질과 가공
고탄소강, 크롬-몰리브덴강, 니켈-크롬강 등으로 단조하여 제작한다. 최근에는 엔진의 고속화 경향으로 피스톤 행정과 실린더 안지름 비가 작아지는 단행정 엔진으로 제작함으로 인해 메인 저널과 크랭크 핀의 중심거리가 짧고 크랭크 축의 강성이 높은 것이 요구된다.

## 같이 보기
- 크랭크셋
- 캠
- 캠샤프트
- 크랭크 (기계)
- 크랭크실
- 비틀림 진동

## 참고 문헌
- 《자동차정비공학》(2006) 김인태 외 지음.